# 橋本信
橋本 信（はしもと まこと、1953年 - ）は、日本画家。女子美術大学名誉教授。

## 来歴
大阪府生まれ。1977年東京芸術大学美術学部日本画専攻卒業。日本画家で伯父（後の父）の橋本明治に師事。1986年に明治の養子となり、本名は信、雅号は弘安（こうあん）で作品を発表している。
1986年女子美術大学日本画専攻講師に就任。1994年日展審査員（現在は評議員）、女子美術大学助教授を経て、1997年に同教授に昇格。2004年女子美術大学日本画専攻主任教授、2007年女子美術大学大学院美術研究科長、2011年女子美術大学芸術学部長。
1990年頃の秋頃から自作天然顔料で制作している。

## 主な受賞歴
- 1985年 - 第17回日展特選
- 1987年 - 第19回日展特選